# 渭南渭河特大桥
渭南渭河特大桥（英語：Weinan Weihe Grand Bridge）是一座位于中华人民共和国陕西省渭南市的铁路桥，这座桥梁是徐兰高速铁路的组成部分，建成时亦是世界上最长的桥梁。
桥梁全长79732米，两次穿越渭河，并建有高架火车站渭南北站。桥梁建成于2008年，铁路于2010年正式通车。目前渭南渭河特大桥仅次于丹昆特大桥和天津特大桥，是世界第三长的桥梁。